# René Barbier (escrime)
Pour les articles homonymes, voir René Barbier et Barbier.
René Barbier, dit PonPon, est un escrimeur français né le 4 mars 1891 à Dijon et mort le 14 février 1966 à Pully.
La photographie n'est pas celle de l'escrimeur mais d'un homonyme. On trouve la photo de rené Barbier dans la base de données photographiques de Gallica aux côtés de Philippe Cattiau dont la photo , recoupée, se trouve dans la notice consacrée à cet autre champion.

## Biographie
Gaucher,membre de l'équipe de France d'épée avec Armand Massard, Georges Buchard, Gaston Amson, Emile Cornic, Bernard Schmetz, il est médaillé d'argent lors des Jeux olympiques d'été de 1928 à Amsterdam.
Créateur de la section Boxe de l'ACBB, il fut enseignant en éducation physique et maître d'armes au Lycée Claude Bernard de Paris jusqu'à la fin des années 60.
Il forma plusieurs membres de l'équipe de France d'épée ainsi que son fils, également maître d'armes et champion de France militaire de boxe..
Parmi les escrimeurs qu'il a formés, on compte Delaporte, Myassard, Caraès, Jean-Jacques et Philippe Béna, Pigneur.

## Palmarès

### Jeux olympiques
- Médaille d'argent à l'épée par équipe aux Jeux olympiques d'été de 1928